# Таве кози

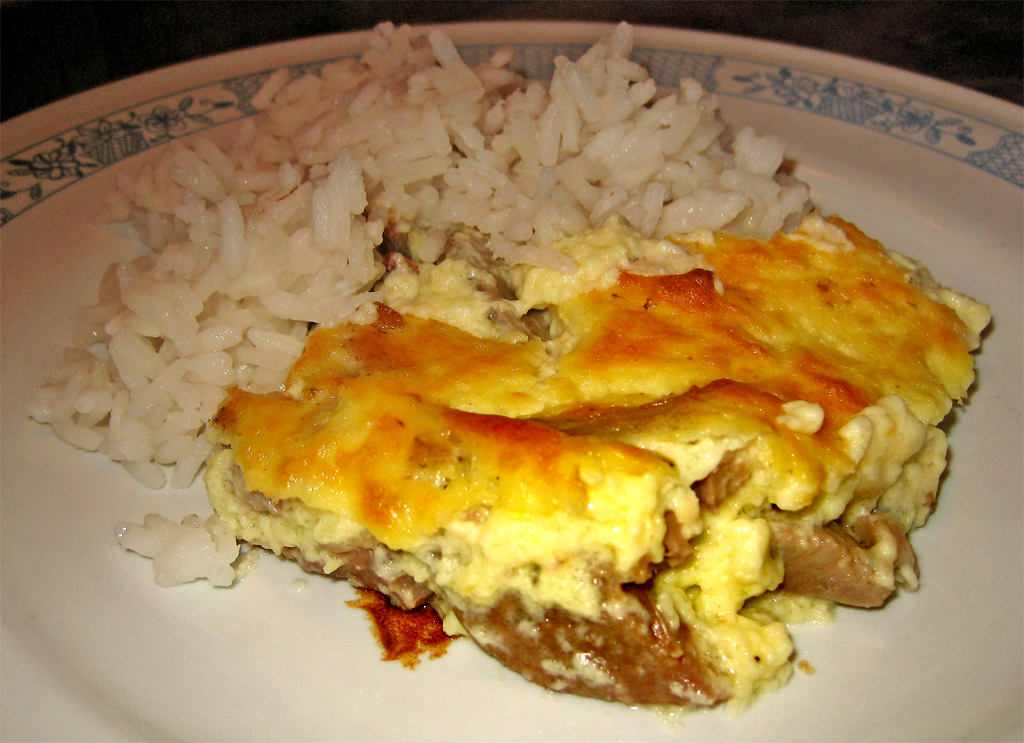

Таве кози (Tavë kosi) (йогуртовая запеканка) — национальное блюдо албанской кухни. Мясо ягнёнка, запечённое с рисом, орегано и чесноком, с йогуртовой заливкой. Возможно добавить соль, перец по вкусу.
Блюдо также известно как таве Эльбасани — по названию албанского города Эльбасан.
Ингредиенты:
- филе ягненка (мякоть с лопатки или ноги) — 600 г.
- рис — 70 г.
- оливковое масло — 2 столовых ложки.
- сливочное масло — 70 г,
- орегано — 2 чайных ложки.
- чеснок — 2 или 3 зубчика.
- мука — 2 столовых ложки.
- греческий (фильтрованный) йогурт — 700 мл.
- яйца — 6 штук.
- кипяток — 400 мл.
- соль и перец — по вкусу.

Рецепт:
- В большой сковороде растопить 20 г. сливочного масла и добавить 2 столовых ложки оливкового масла.
- Нарезать мясо кубиками и обжарить на среднем огне в течение 5 минут.
- Добавить мелко нарезанный чеснок, орегано, 300 мл воды, соль и перец. Тщательно перемешать и накрыть крышкой. Тушить на медленном огне 50 минут, регулярно помешивая.
- Добавить ещё 100 мл воды и рис. Перемешать, накрыть крышкой и тушить ещё 8-10 минут (после закипания).
- Переложить всё в керамические горшки так, чтобы до краев оставалось около 5 см для йогурта.
- В небольшой кастрюле растопить на среднем огне 50 г. сливочного масла, добавить две столовые ложки муки и обжарить, постоянно помешивая, в течение двух минут. Получившийся соус должен быть средней густоты. Переложить в миску.
- В отдельной ёмкости смешать йогурт и яйца, посолить и поперчить. Добавить соус и всё тщательно перемешать до однородной массы.
- Вылить йогуртовую заливку в горшки поверх баранины с рисом.
- Поставить на 45 минут в разогретую до 180 градусов духовку. Таве кози готов, если йогурт поднялся выше края горшков и образовалась золотистая корочка.
- Перед подачей на стол остудить в течение 5-10 минут.